# Dick Loggere
Hermanus Pieter „Dick” Loggere (ur. 6 maja 1921 w Amsterdamie, zm. 30 grudnia 2014 w Hilversum) – holenderski hokeista na trawie.
Pierwszymi igrzyskami dla Loggere były w 1948 w Londynie.  Podczas tych igrzysk sportowiec wraz z holenderską reprezentacją, po 6. meczach zdobyli brązowy medal w hokeju na trawie.
Hokeista po raz kolejny wystąpił wraz z reprezentacją Holandii na igrzyskach w 1952 w Helsinkach. Loggere wystąpił we wszystkich trzech meczach. W ciągu tych igrzysk udało się mu i jego reprezentacji osiągnąć 2. miejsce i srebrny medal w hokeju na trawie. Były to jego ostatnie igrzyska olimpijskie.